# Satellite Théâtre
Satellite Théâtre est une compagnie de théâtre francophone fondée en 2009 et installée à Moncton, au Nouveau-Brunswick, depuis 2016. Elle se distingue par une approche expérimentale et interdisciplinaire, intégrant le jeu physique, les arts numériques et la musique live pour créer des œuvres visuellement percutantes et engagées. Reconnue pour son audace artistique, la compagnie explore des thématiques contemporaines et met en lumière des perspectives souvent marginalisées. Satellite Théâtre crée et diffuse ses spectacles en Acadie et à l’international, tout en développant des projets de formation et de médiation culturelle.

## Historique
Installée à Moncton depuis 2016, Satellite Théâtre s’impose rapidement comme une référence dans le paysage théâtral acadien et canadien-français. Son engagement envers une création artistique libre et engagée lui vaut plusieurs reconnaissances, dont six Prix Éloizes au fil des ans.
Satellite Théâtre est fondé en 2009 par Marc-André Charron, un créateur québécois, et Mathieu Chouinard, un artiste acadien. Les deux fondateurs se rencontrent alors qu’ils étudient à l’École internationale de théâtre Jacques Lecoq à Paris, où ils développent une approche commune du théâtre physique, de l’exploration interdisciplinaire et de la narration visuelle. Inspirés par cette formation, ils fondent Satellite Théâtre avec l’ambition de créer des œuvres qui repoussent les conventions théâtrales en intégrant jeu corporel, arts visuels, musique live et nouvelles technologies.
À ses débuts, la compagnie est implantée au Québec, où elle affine son esthétique hybride, expérimentant avec différentes formes scéniques. En 2016, Satellite Théâtre s’établit à Moncton, au Nouveau-Brunswick, marquant ainsi son enracinement en Acadie et son engagement envers le rayonnement du théâtre francophone en milieu minoritaire.
Depuis son installation en Acadie, Satellite Théâtre s’est imposé comme un acteur majeur du théâtre contemporain, développant une approche immersive et audacieuse qui défie les conventions théâtrales. En plus de ses créations originales, la compagnie multiplie les collaborations avec d’autres compagnies canadiennes et internationales et s’investit dans la formation et le mentorat des artistes émergents, notamment à travers des laboratoires de création et des résidences artistiques.
Parmi ses productions marquantes figurent Hippocampe de Marc-André Charron, Bouée de Céleste Godin, et Pépins, un parcours de petites détresses de Caroline Bélisle, des œuvres qui témoignent de son engagement envers des thématiques contemporaines et des formes scéniques novatrices. Grâce à une démarche collective et un processus de recherche approfondi, Satellite Théâtre continue d’explorer de nouvelles façons de raconter, de représenter et d’interagir avec son public, affirmant ainsi sa place dans le paysage théâtral acadien et international.

### Approche artistique et mandat
Satellite Théâtre s’impose comme un laboratoire de création où l’expérimentation scénique et la rencontre des disciplines sont au cœur du processus. Défendant une approche radicalement libre et ancrée dans une volonté d’accessibilité et d’inclusion, la compagnie privilégie des œuvres hybrides qui bousculent les cadres établis. Inspirée par l’héritage de Jacques Lecoq, la physicalité, le jeu corporel et l’image sont des éléments moteurs dans ses créations.
Les œuvres de Satellite Théâtre explorent des thèmes percutants tels que la parentalité et le deuil (Hippocampe, PAPAs), l’identité linguistique et culturelle (Parler mal, Overlap), l’angoisse contemporaine (Wess wess et autres stress, Les limites du bruit possible), et la fusion de l’humain et de la machine (Golem). Cette diversité de sujets témoigne d’une démarche artistique à la fois audacieuse et ancrée dans une réflexion sociale et existentielle.

## Théâtrographie
- Hippocampe, de Marc-André Charron (2025) : Une exploration poétique de la parentalité, du deuil et de l’anxiété, portée par un récit intime et une musique en direct. Mise en scène Caroline Bélisle et Ludger Beaulieu, composition musicale Maggie Savoie et Sylvie Boulianne.
- Parler mal, de Bianca Richard et Gabriel Robichaud (2024)[18]: Un projet théâtral où deux artistes acadiens explorent avec humour et sensibilité les préjugés entourant leur langue et l’insécurité linguistique qui en découle.
- Bouée, de Céleste Godin[19](2023) : Une œuvre éclatée et hybride, explorant l'espace absurde entre les angoisses quotidiennes de l'humanité et le potentiel de ses ambitions interstellaires. Mise en scène Marc-André Charron, composition musicale Xavier Richard et Katrine Noël (Les Hay Babies)
- Wess wess et autres stress, collectif (2022) : Une pièce satirique née du projet [kylˈtyɾo̞s] – Culturas et porté par un collectif d’artistes issu·es de la diversité culturelle, plongeant dans les angoisses contemporaines avec un regard mordant et grotesque. Mise en scène Marc-André Charron.
- Pépins – un parcours de petites détresses, de Caroline Bélisle (2021) : Un spectacle-déambulatoire acclamé, mettant en scène des monologues poétiques sur la détresse et la résilience. Mise en scène Marc-André Charron.
- Le Moncton Studio Vidéo Radio Show (2020) : Une émission inspirée entre autres de vidéo-clips des années 1990 et par l’esthétique punk et fait maison, relevant entre autres du radio-théâtre. Œuvres digitales collectives créées dans le sillage de la pandémie COVID-19.
- Les limites du bruit possible, collectif[20] (2019) : Un spectacle hybride explorant la résilience humaine face au chaos et à la destruction, tissant une quête lumineuse au cœur de l’obscurité. Mise en scène Marc-André Charron.
- Overlap, de Céleste Godin[21] (2019) : Un chœur tragique en chiac porté par cinq interprètes, où mouvement et parole s’entrelacent pour livrer une ode incandescente à Moncton – entre amour, tension et lucidité. Mise en scène Marc-André Charron.
- Comme un seul Grům, collectif[22] (2018) : Un monde éclaté, fait d’illusions et de faux semblant. En filigrane, c’est la grande détresse, l’angoisse et l’immense fragilité de Grům qui sont révélées. Mise en scène Marc-André Charron.
- Golem, de Matthieu Girard[23]  (2017) : Une performance théâtrale bilingue et hors-normes, où science-fiction, musique classique et danse se mêlent pour interroger la création, le contrôle et l’inévitable fusion entre l’humain et la machine. Mise en scène Marc-André Charron.
- Les Trois Mousquetaires Plomberie, de Marc-André Charron[24],[25] (2016) : Un opéra rock déjanté où théâtre d’objet, clown et épopée se rencontrent, transformant une modeste entreprise de plomberie en une quête héroïque digne de Dumas. Mise en scène Marc-André Charron
- Tréteau(x), collectif[26] (2015) : Un western théâtral brut et viscéral où trois acteurs, confinés sur un minuscule plateau, incarnent une traque implacable dans le Grand Nord – un duel entre l’homme, la nature et la vengeance.
- PAPAs, de Frédéric Gosselin, Martin Vaillancourt, Marc-André Charron[27](2014) : Un spectacle en appartement où trois nouveaux pères jonglent entre joie, chaos et vertige existentiel – une plongée intime et burlesque au cœur de la paternité, entre le quotidien et l’extraordinaire.
- "T", collectif[28](2013) : Un théâtre d’objets et de mouvements où un salon de thé victorien surgit et disparaît en un souffle – une valse aérienne entre jonglerie, nostalgie et illusions du temps. Mise en scène Marc-André Charron.
- BOUFFE, de Marc-André Charron et Mathieu Chouinard[29](2010) : Un festin théâtral clownesque où le grotesque mijote à feu vif – un menu explosif où le public devient l’ingrédient principal, savourant ses propres désirs et contradictions entre rires et malaise. Mise en scène Daniel Collados.
- Mouving, collectif[30] (2009) : Un voyage absurde où l’attente se transforme en épopée délirante – entre théâtre physique, clown et théâtre d’objets, un tourbillon poétique où l’errance devient un terrain de jeu sans limites.

## Reconnaissance et rayonnement
Satellite Théâtre est soutenu par divers organismes culturels, notamment le Conseil des arts du Canada, le Conseil des arts du Nouveau-Brunswick et la Ville de Moncton. La compagnie a reçu 13 nominations aux Prix Éloizes, remportant six prix, témoignant de son impact sur le théâtre acadien et francophone.

### Distinctions
- Fonds Langelier de la Fondation pour la langue française[31]
  - Récipiendaire - Parler mal, de Bianca Richard et Gabriel Robichaud
- Gala des Prix Éloizes 2024[32]
  - Finaliste : "Artiste de l'année en théâtre", Philip André Collette[32], Interprète, Bouée, de Céleste Godin
  - Finaliste : "Spectacle de l'année", Bouée, de Céleste Godin
- Gala des Prix Éloizes 2022[33],[34]
  - Lauréat : "Artiste de l’année en théâtre" : Caroline Bélisle, Autrice, Pépins, un parcours de petites détresses[34]
  - Finaliste : "Spectacle de l'année", Pépins, un parcours de petites détresses
- Gala des Prix Éloizes 2018
  - Lauréat : "Artiste de l'année en théâtre" : Marc-André Charron, Auteur/mies en scène, Les Trois Mousquetaires Plomberie

- Gala des Prix Éloizes 2014[35]
  - Lauréat : "Spectacle de l'année" : BOUFFE, de Marc-André Charron et Mathieu Chouinard
  - Lauréat : "Artiste de l'année en théâtre" : Mathieu Chouinard, Interprète, BOUFFE, de Marc-André Charron et Mathieu Chouinard

- Gala des Prix Éloizes 2012
  - Lauréat : "Spectacle de l'année" : Mouving, de Marc-André Charron et Mathieu Chouinard
  - Lauréat : "Artiste de l'année en théâtre": Mathieu Chouinard, Interprète, Mouving de Marc-André Charron et Mathieu Chouinard
- Top 20 sous 40 du Grand Moncton, 2020[36]
  - Lauréat : Marc-André Charron, Directeur artistique
  - Lauréate : Mylène Després, Productrice
- Francofête en Acadie 2010
  - Lauréat : Prix Acadie-RIDEAU- BOUFFE, de Marc-André Charron et Mathieu Chouinard, une coproduction du Théâtre populaire d'Acadie, de Satellite Théâtre et de Houppz! Théâtre

## Initiatives et projets parallèles

### École de création
Outre la production de spectacles, Satellite Théâtre mène plusieurs initiatives de formation et médiation culturelle, notamment L’École de création de Satellite Théâtre, inspirée des méthodes de Jacques Lecoq, qui offre des ateliers de théâtre physique et de dramaturgie.

### Projet Culturas – [kylˈtyɾo̞s]
Le projet Culturas – [kylˈtyɾo̞s], lancé en 2021 par Satellite Théâtre à Moncton, est une initiative de formation et d'accompagnement artistique destinée à favoriser l'émergence d'une nouvelle génération d'artistes issus de la diversité culturelle (BIPOC) dans le théâtre francophone du Nouveau-Brunswick. Né d'un constat sur le manque de représentation des artistes racisés, immigrants, autochtones et membres de la communauté 2ELGBTQ+ dans le milieu théâtral, Culturas propose une démarche pédagogique, artistique et humaine fondée sur l'inclusion, la professionnalisation et la création collective. En 2022, le projet a culminé avec la création de la pièce satirique Wess wess et autres stresses, abordant des thématiques contemporaines telles que l'anxiété, la pression sociale et les tensions identitaires, et a été salué pour son ton irrévérencieux et son esthétique audacieuse. Le projet a été reconnu pour sa capacité à conjuguer formation artistique, accompagnement professionnel et démarche inclusive, et a été honoré du Prix spécial Suzanne-Cyr par la Fondation pour l’avancement du théâtre francophone au Canada.